# Lyssa ribbei
Lyssa ribbei är en fjärilsart som beskrevs av Arnold Pagenstecher 1912. Lyssa ribbei ingår i släktet Lyssa och familjen Uraniidae. Inga underarter finns listade i Catalogue of Life.